# Judo ai Giochi della XVIII Olimpiade
Il judo alle Olimpiadi estive del 1964 nella sua prima presenza nei Giochi fu rappresentata da quattro eventi. Le gare si svolsero dal 20 al 23 ottobre nel Nippon Budokan Hall di Tokyo. Alle gare parteciparono, in questa disciplina 31 nazioni e 75 atleti; per l'Italia parteciparono Bruno Carmeni (68 kg) e Nicola Tempesta (+ 80 kg) allenati dal giapponese Ken Noritomo Otani e dal commissario tecnico Maurizio Genolini.
Il torneo di judo fu anche valido come quarto campionato del mondo.
La vittoria degli Open, del gigante olandese Anton Geesink (alto 1,98 m e che pesava 121 kg) contro il giapponese Akio Kaminaga, per immobilizzazione a terra dopo soli 9'22'', fu un enorme smacco per il Giappone, la patria del Judo. Infatti scese un silenzio di ghiaccio nel Nippon Budokan Hall stipata da 15 000 spettatori.

## Podi

### Uomini
| Evento                                 | Oro               | Argento          | Bronzo                             |
| fino a 68 kg (pesi leggeri) (dettagli) | Takahide Nakatani | Eric Hänni       | Ārons Bogoļubovs Oleg Stepanov     |
| fino a 80 kg (pesi medi) (dettagli)    | Isao Okano        | Wolfgang Hofmann | James Bregman Kim Eui-tae          |
| oltre 80 kg (pesi massimi) (dettagli)  | Isao Inokuma      | Doug Rogers      | Parnaoz Chikviladze Anzor Kiknadze |
| Open (dettagli)                        | Anton Geesink     | Akio Kaminaga    | Theodore Boronovskis Klaus Glahn   |

## Medagliere
| Posizione | Paese                     |   |   |   | Totale |
| --------- | ------------------------- | - | - | - | ------ |
| 1         | Giappone                  | 3 | 1 | 0 | 4      |
| 2         | Paesi Bassi               | 1 | 0 | 0 | 1      |
| 3         | Squadra Unificata Tedesca | 0 | 1 | 1 | 2      |
| 4         | Svizzera                  | 0 | 1 | 0 | 1      |
| 4         | Canada                    | 0 | 1 | 0 | 1      |
| 6         | Unione Sovietica          | 0 | 0 | 4 | 4      |
| 7         | Stati Uniti               | 0 | 0 | 1 | 1      |
| 7         | Corea del Sud             | 0 | 0 | 1 | 1      |
| 7         | Australia                 | 0 | 0 | 1 | 1      |
| Totale    | Totale                    | 4 | 4 | 8 | 16     |